# Polska na Zimowej Uniwersjadzie 2019
Polskę na Zimowej Uniwersjadzie 2019 reprezentowało 42 zawodników w sześciu dyscyplinach.
Do tej pory polska reprezentacja zdobyła łącznie 171 medali – 52 złote, 58 srebrnych i 61 brązowych.
Chorążym podczas ceremonii otwarcia uniwersjady została Magdalena Warakomska występująca w short tracku.
Jedyne medale zdobyli Oskar Kwiatkowski i Michał Nowaczyk w równoległym slalomie gigancie w snowboardingu. Obaj spotkali się w finałowej rywalizacji, w której lepszy okazał się Oskar, wyprzedzając Michała o 0,01 sekundy.

## Medaliści
| Medal  | Zawodnik          | Dyscyplina   | Konkurencja              | Data    |
| ------ | ----------------- | ------------ | ------------------------ | ------- |
| złoto  | Oskar Kwiatkowski | Snowboarding | Równoległy slalom gigant | 5 marca |
| srebro | Michał Nowaczyk   | Snowboarding | Równoległy slalom gigant | 5 marca |

## Kadra
W Zimowej Uniwersjadzie 2019 wzięło udział 42 zawodników w 6 dyscyplinach.
| Imię i nazwisko      | Data urodzenia            | Dyscyplina            | Płeć |
| -------------------- | ------------------------- | --------------------- | ---- |
| Paweł Adamski        | 21 kwietnia 1999(dts)     | Short track           | M    |
| Kacper Antolec       | 1 marca 1996(dts)         | Biegi narciarskie     | M    |
| Paweł Babicki        | 22 listopada 1994(dts)    | Narciarstwo alpejskie | M    |
| Paweł Babicki        | 22 listopada 1994(dts)    | Narciarstwo dowolne   | M    |
| Łukasz Bałęczny      | 17 lipca 1999(dts)        | Biathlon              | M    |
| Szymon Bębenek       | 6 stycznia 1998(dts)      | Narciarstwo alpejskie | M    |
| Dominik Białobrzycki | 8 sierpnia 1995(dts)      | Narciarstwo alpejskie | M    |
| Maria Chyc           | 20 lutego 1999(dts)       | Snowboarding          | K    |
| Klaudia Cichoń       | 29 lipca 1997(dts)        | Biathlon              | K    |
| Zuzanna Czapska      | 8 kwietnia 1998(dts)      | Narciarstwo alpejskie | K    |
| Aleksander Czuba     | 3 sierpnia 1998(dts)      | Snowboarding          | M    |
| Dawid Damian         | 14 stycznia 2000(dts)     | Biegi narciarskie     | M    |
| Andrzej Dziedzic     | 28 lutego 1995(dts)       | Narciarstwo alpejskie | M    |
| Elżbieta Gabryszak   | 6 sierpnia 1998(dts)      | Łyżwiarstwo figurowe  | K    |
| Oliwia Gawlica       | 2 września 1996(dts)      | Short track           | K    |
| Mateusz Haratyk      | 27 maja 1998(dts)         | Biegi narciarskie     | M    |
| Mateusz Janik        | 20 listopada 1995(dts)    | Biathlon              | M    |
| Weronika Kaleta      | 21 czerwca 1999(dts)      | Biegi narciarskie     | K    |
| Kamil Knop           | 27 września 1996(dts)     | Snowboarding          | M    |
| Klementyna Kołodziej | 3 lutego 1995(dts)        | Snowboarding          | K    |
| Daria Krajewska      | 6 stycznia 1998(dts)      | Narciarstwo alpejskie | K    |
| Łukasz Kuczyński     | 23 czerwca 1999(dts)      | Short track           | M    |
| Oskar Kwiatkowski    | 25 kwietnia 1996(dts)     | Snowboarding          | M    |
| Norbert Leszczyński  | 29 stycznia 1999(dts)     | Biathlon              | M    |
| Urszula Łętocha      | 15 stycznia 1994(dts)     | Biegi narciarskie     | K    |
| Nikola Mazur         | 5 listopada 1995(dts)     | Short track           | K    |
| Urszula Mendys       | 25 grudnia 1999(dts)      | Snowboarding          | K    |
| Aleksandra Michalik  | 31 marca 1999(dts)        | Snowboarding          | K    |
| Karolina Miłkowska   | 6 czerwca 1999(dts)       | Short track           | K    |
| Michał Neumann       | 20 maja 1998(dts)         | Biathlon              | M    |
| Karol Nieścier       | 22 października 1996(dts) | Short track           | M    |
| Michał Nowaczyk      | 26 lipca 1996(dts)        | Snowboarding          | M    |
| Magda Piczura        | 24 kwietnia 1999(dts)     | Biathlon              | K    |
| Stanisław Rymkiewicz | 7 lutego 1998(dts)        | Snowboarding          | M    |
| Łukasz Sidorowicz    | 25 czerwca 1997(dts)      | Biathlon              | M    |
| Michał Skowron       | 5 września 1998(dts)      | Biegi narciarskie     | M    |
| Antoni Szczepanik    | 27 maja 1996(dts)         | Narciarstwo alpejskie | M    |
| Klaudia Szpak        | 27 listopada 1998(dts)    | Biathlon              | K    |
| Magdalena Warakomska | 27 marca 1997(dts)        | Short track           | K    |
| Katarzyna Wąsek      | 6 marca 1996(dts)         | Narciarstwo alpejskie | K    |
| Szymon Wilczyk       | 13 czerwca 1994(dts)      | Short track           | M    |
| Dominika Wolska      | 22 września 1996(dts)     | Snowboarding          | K    |
| Zofia Zdort          | 24 stycznia 2000(dts)     | Narciarstwo alpejskie | K    |

## Wyniki

### Biathlon
Kobiety
| Zawodniczka    | Konkurencja                | Czas    | Strata   | Pozycja | Źródło |
| -------------- | -------------------------- | ------- | -------- | ------- | ------ |
| Klaudia Cichoń | Bieg indywidualny na 15 km | 54:38,4 | +8:27,8  | 19.     | [ 6 ]  |
| Klaudia Cichoń | Sprint na 7,5 km           | 25:58,2 | +2:58,8  | 14.     | [ 7 ]  |
| Klaudia Cichoń | Bieg pościgowy na 10 km    | 40:24,6 | +7:25,5  | 14.     | [ 8 ]  |
| Klaudia Cichoń | Bieg masowy na 12,5 km     | 50:48,9 | +8:43,2  | 19.     | [ 9 ]  |
| Magda Piczura  | Bieg indywidualny na 15 km | 49:48,0 | +3:37,4  | 7.      | [ 6 ]  |
| Magda Piczura  | Sprint na 7,5 km           | 26:08,4 | +3:09,0  | 15.     | [ 7 ]  |
| Magda Piczura  | Bieg pościgowy na 10 km    | 39:34,8 | +6:35,7  | 12.     | [ 8 ]  |
| Magda Piczura  | Bieg masowy na 12,5 km     | 46:21,9 | +4:16,2  | 8.      | [ 9 ]  |
| Klaudia Szpak  | Bieg indywidualny na 15 km | 54:37,6 | +8:27,0  | 18.     | [ 6 ]  |
| Klaudia Szpak  | Sprint na 7,5 km           | 27:32,1 | +4:32,7  | 20.     | [ 7 ]  |
| Klaudia Szpak  | Bieg pościgowy na 10 km    | 44:55,8 | +11:56,7 | 20.     | [ 8 ]  |
| Klaudia Szpak  | Bieg masowy na 12,5 km     | 50:53,5 | +8:47,8  | 21.     | [ 9 ]  |

Mężczyźni
| Zawodnik           | Konkurencja                | Czas      | Strata   | Pozycja | Źródło |
| ------------------ | -------------------------- | --------- | -------- | ------- | ------ |
| Łukasz Bałęczny    | Bieg indywidualny na 20 km | 1:02:19,0 | +10:02,1 | 24.     | [ 10 ] |
| Łukasz Bałęczny    | Sprint na 10 km            | 27:49,6   | +2:48,4  | 17.     | [ 11 ] |
| Łukasz Bałęczny    | Bieg pościgowy na 12,5 km  | 41:34,6   | +7:23,9  | 17.     | [ 12 ] |
| Łukasz Bałęczny    | Bieg masowy na 15 km       | 46:23,6   | +6:04,9  | 23.     | [ 13 ] |
| Przemysław Pancerz | Bieg indywidualny na 20 km | 56:34,8   | +4:17,9  | 10.     | [ 10 ] |
| Przemysław Pancerz | Sprint na 10 km            | 27:44,7   | +2:43,5  | 16.     | [ 11 ] |
| Przemysław Pancerz | Bieg pościgowy na 12,5 km  | 39:28,2   | +5:17,5  | 12.     | [ 12 ] |
| Przemysław Pancerz | Bieg masowy na 15 km       | 43:50,1   | +3:31,4  | 13.     | [ 13 ] |
| Mateusz Janik      | Bieg indywidualny na 20 km | 58:30,9   | +6:14,0  | 14.     | [ 10 ] |
| Mateusz Janik      | Sprint na 10 km            | 26:29,7   | +1:28,5  | 6.      | [ 11 ] |
| Mateusz Janik      | Bieg pościgowy na 12,5 km  | 38:07,7   | +3:57,0  | 9.      | [ 12 ] |
| Mateusz Janik      | Bieg masowy na 15 km       | 44:51,6   | +4:32,9  | 17.     | [ 13 ] |
| Michał Neumann     | Bieg indywidualny na 20 km | 59:42,1   | +7:25,2  | 17.     | [ 10 ] |
| Michał Neumann     | Sprint na 10 km            | 28:21,5   | +3:20,3  | 19.     | [ 11 ] |
| Michał Neumann     | Bieg pościgowy na 12,5 km  | 43:13,1   | +9:02,4  | 21.     | [ 12 ] |
| Michał Neumann     | Bieg masowy na 15 km       | DNF       | DNF      | DNF     | [ 13 ] |
| Łukasz Sidorowicz  | Bieg indywidualny na 20 km | 1:00:16,5 | +7:59,6  | 18.     | [ 10 ] |
| Łukasz Sidorowicz  | Sprint na 10 km            | 27:44,3   | +2:43,1  | 15.     | [ 11 ] |
| Łukasz Sidorowicz  | Bieg pościgowy na 12,5 km  | 42:34,7   | +8:24,0  | 20.     | [ 12 ] |
| Łukasz Sidorowicz  | Bieg masowy na 15 km       | 45:37,7   | +5:19,0  | 20.     | [ 13 ] |

Konkurencje mieszane
| Zawodnik                    | Konkurencja | Czas    | Strata  | Pozycja | Źródło |
| --------------------------- | ----------- | ------- | ------- | ------- | ------ |
| Magda Piczura Mateusz Janik | Sztafeta    | 44:04,0 | +1:10,6 | 4.      | [ 14 ] |

### Biegi narciarskie
Kobiety
| Zawodniczka     | Konkurencja                                  | Czas    | Strata  | Pozycja | Źródło |
| --------------- | -------------------------------------------- | ------- | ------- | ------- | ------ |
| Weronika Kaleta | Bieg indywidualny na 5 km techniką klasyczną | 15:58,3 | +1:09,7 | 20.     | [ 15 ] |
| Weronika Kaleta | Bieg na dochodzenie na 5 km techniką dowolną | 14:18,6 | +1:35,7 | 15.     | [ 16 ] |
| Weronika Kaleta | Bieg masowy na 15 km techniką dowolną        | 40:36,1 | +1:56,3 | 15.     | [ 17 ] |
| Urszula Łętocha | Bieg indywidualny na 5 km techniką klasyczną | 15:26,7 | +38,1   | 8.      | [ 15 ] |
| Urszula Łętocha | Bieg na dochodzenie na 5 km techniką dowolną | 13:43,0 | +1:00,1 | 8.      | [ 16 ] |
| Urszula Łętocha | Bieg masowy na 15 km techniką dowolną        | 41:36,4 | +2:56,6 | 23.     | [ 17 ] |

| Zawodniczka     | Konkurencja             | Kwalifikacje | Kwalifikacje | Kwalifikacje | Ćwierćfinał | Ćwierćfinał | Ćwierćfinał | Półfinał | Półfinał | Półfinał | Finał | Finał  | Finał   | Pozycja końcowa | Źródło               |
| Zawodniczka     | Konkurencja             | Czas         | Strata       | Pozycja      | Czas        | Strata      | Pozycja     | Czas     | Strata   | Pozycja  | Czas  | Strata | Pozycja | Pozycja końcowa | Źródło               |
| --------------- | ----------------------- | ------------ | ------------ | ------------ | ----------- | ----------- | ----------- | -------- | -------- | -------- | ----- | ------ | ------- | --------------- | -------------------- |
| Weronika Kaleta | Sprint techniką dowolną | 2:56,31      | +5,43        | 7. Q         | 2:55,61     | +0,56       | 3.          | NQ       | NQ       | NQ       | NQ    | NQ     | NQ      | 13.             | [ 18 ] [ 19 ] [ 20 ] |
| Urszula Łętocha | Sprint techniką dowolną | 2:53,38      | +2,50        | 4. Q         | 2:55,05     | –           | 1. Q        | 2:59,35  | +1,21    | 3.       | NQ    | NQ     | NQ      | 7.              | [ 18 ] [ 19 ] [ 20 ] |

Mężczyźni
| Zawodnik        | Konkurencja                                   | Czas      | Strata   | Pozycja | Źródło |
| --------------- | --------------------------------------------- | --------- | -------- | ------- | ------ |
| Kacper Antolec  | Bieg indywidualny na 10 km techniką klasyczną | 29:19,7   | +3:19,1  | 45.     | [ 21 ] |
| Kacper Antolec  | Bieg na dochodzenie na 10 km techniką dowolną | 27:57,0   | +4:53,5  | 42.     | [ 22 ] |
| Kacper Antolec  | Bieg masowy na 30 km techniką dowolną         | 1:15:06,8 | +4:45,9  | 17.     | [ 23 ] |
| Dawid Damian    | Bieg indywidualny na 10 km techniką klasyczną | 30:36,0   | +4:35,4  | 68.     | [ 21 ] |
| Dawid Damian    | Bieg na dochodzenie na 10 km techniką dowolną | 29:57,9   | +6:54,4  | 60.     | [ 22 ] |
| Mateusz Haratyk | Bieg indywidualny na 10 km techniką klasyczną | 29:21,4   | +3:20,8  | 46.     | [ 21 ] |
| Mateusz Haratyk | Bieg na dochodzenie na 10 km techniką dowolną | 27:42,3   | +4:38,8  | 38.     | [ 22 ] |
| Mateusz Haratyk | Bieg masowy na 30 km techniką dowolną         | DNF       | DNF      | DNF     | [ 23 ] |
| Michał Skowron  | Bieg indywidualny na 10 km techniką klasyczną | 28:25,1   | +2:24,5  | 26.     | [ 21 ] |
| Michał Skowron  | Bieg na dochodzenie na 10 km techniką dowolną | 27:34,2   | +4:30,7  | 37.     | [ 22 ] |
| Michał Skowron  | Bieg masowy na 30 km techniką dowolną         | 1:21:58,9 | +11:38,0 | 45.     | [ 23 ] |

| Zawodnik        | Konkurencja             | Kwalifikacje | Kwalifikacje | Kwalifikacje | Ćwierćfinał | Ćwierćfinał | Ćwierćfinał | Półfinał | Półfinał | Półfinał | Finał | Finał  | Finał   | Pozycja końcowa | Źródło               |
| Zawodnik        | Konkurencja             | Czas         | Strata       | Pozycja      | Czas        | Strata      | Pozycja     | Czas     | Strata   | Pozycja  | Czas  | Strata | Pozycja | Pozycja końcowa | Źródło               |
| --------------- | ----------------------- | ------------ | ------------ | ------------ | ----------- | ----------- | ----------- | -------- | -------- | -------- | ----- | ------ | ------- | --------------- | -------------------- |
| Kacper Antolec  | Sprint techniką dowolną | 2:56,79      | +8,90        | 13. Q        | 2:55,2      | +1,76       | 4.          | NQ       | NQ       | NQ       | NQ    | NQ     | NQ      | 16.             | [ 24 ] [ 25 ] [ 26 ] |
| Dawid Damian    | Sprint techniką dowolną | 3:01,32      | +13,43       | 41.          | NQ          | NQ          | NQ          | NQ       | NQ       | NQ       | NQ    | NQ     | NQ      | 40.             | [ 24 ] [ 25 ] [ 26 ] |
| Mateusz Haratyk | Sprint techniką dowolną | 3:01,21      | +13,32       | 40.          | NQ          | NQ          | NQ          | NQ       | NQ       | NQ       | NQ    | NQ     | NQ      | 39.             | [ 24 ] [ 25 ] [ 26 ] |
| Michał Skowron  | Sprint techniką dowolną | 2:58,56      | +10,67       | 24. Q        | 2:59,15     | +1,45       | 4.          | NQ       | NQ       | NQ       | NQ    | NQ     | NQ      | 23.             | [ 24 ] [ 25 ] [ 26 ] |

| Zawodnik                                                   | Konkurencja       | Czas      | Strata  | Pozycja | Źródło |
| ---------------------------------------------------------- | ----------------- | --------- | ------- | ------- | ------ |
| Mateusz Haratyk Michał Skowron Dawid Damian Kacper Antolec | Sztafeta 4×7,5 km | 1:20:19,0 | +4:56,8 | 6.      | [ 27 ] |

Konkurencje mieszane
| Zawodnik                       | Konkurencja                         | Półfinał | Półfinał | Półfinał | Finał | Finał  | Finał   | Pozycja końcowa | Źródło        |
| Zawodnik                       | Konkurencja                         | Czas     | Strata   | Pozycja  | Czas  | Strata | Pozycja | Pozycja końcowa | Źródło        |
| ------------------------------ | ----------------------------------- | -------- | -------- | -------- | ----- | ------ | ------- | --------------- | ------------- |
| Kacper Antolec Urszula Łętocha | Sprint drużynowy techniką klasyczną | 23:38,84 | +21,19   | 4.       | NQ    | NQ     | NQ      | 11.             | [ 28 ] [ 29 ] |
| Michał Skowron Weronika Kaleta | Sprint drużynowy techniką klasyczną | 23:46,54 | +1:06,37 | 9.       | NQ    | NQ     | NQ      | 17.             | [ 28 ] [ 29 ] |

### Łyżwiarstwo figurowe
Kobiety
| Zawodniczka        | Konkurencja | Wynik  | Pozycja | Źródło |
| ------------------ | ----------- | ------ | ------- | ------ |
| Elżbieta Gabryszak | Solistki    | 141,07 | 12.     | [ 30 ] |

### Narciarstwo alpejskie
Kobiety
| Zawodniczka     | Konkurencja     | Czas    | Strata | Pozycja | Źródło |
| --------------- | --------------- | ------- | ------ | ------- | ------ |
| Zuzanna Czapska | Supergigant     | 1:01,81 | +3,37  | 25.     | [ 31 ] |
| Zuzanna Czapska | Superkombinacja | DNF     | DNF    | DNF     | [ 32 ] |
| Zuzanna Czapska | Slalom gigant   | 2:01,83 | +3,31  | 15.     | [ 33 ] |
| Zuzanna Czapska | Slalom          | 1:37,66 | +5,21  | 23.     | [ 34 ] |
| Daria Krajewska | Supergigant     | DNS     | DNS    | DNS     | [ 31 ] |
| Katarzyna Wąsek | Supergigant     | 1:01,42 | +2,98  | 20.     | [ 31 ] |
| Katarzyna Wąsek | Superkombinacja | 1:33,98 | +2,60  | 15.     | [ 32 ] |
| Katarzyna Wąsek | Slalom gigant   | 2:01,88 | +3,36  | 16.     | [ 33 ] |
| Katarzyna Wąsek | Slalom          | DNF     | DNF    | DNF     | [ 34 ] |
| Zofia Zdort     | Supergigant     | DNS     | DNS    | DNS     | [ 31 ] |
| Zofia Zdort     | Superkombinacja | 1:53,22 | +21,84 | 42.     | [ 32 ] |
| Zofia Zdort     | Slalom gigant   | 2:00,99 | +2,47  | 11.     | [ 33 ] |
| Zofia Zdort     | Slalom          | DNF     | DNF    | DNF     | [ 34 ] |

Mężczyźni
| Zawodnik             | Konkurencja     | Czas    | Strata | Pozycja | Źródło |
| -------------------- | --------------- | ------- | ------ | ------- | ------ |
| Paweł Babicki        | Supergigant     | 57,98   | +0,94  | 9.      | [ 35 ] |
| Paweł Babicki        | Superkombinacja | 1:40,33 | +4,74  | 27.     | [ 36 ] |
| Szymon Bębenek       | Supergigant     | 58,75   | +1,71  | 18.     | [ 35 ] |
| Szymon Bębenek       | Superkombinacja | 1:38,05 | +2,46  | 18.     | [ 36 ] |
| Szymon Bębenek       | Slalom gigant   | 2:02,96 | +7,45  | 32.     | [ 37 ] |
| Szymon Bębenek       | Slalom          | DNF     | DNF    | DNF     | [ 38 ] |
| Dominik Białobrzycki | Supergigant     | 1:00,19 | +3,15  | 43.     | [ 35 ] |
| Dominik Białobrzycki | Superkombinacja | 1:38,00 | +2,41  | 17.     | [ 36 ] |
| Dominik Białobrzycki | Slalom gigant   | 2:03,77 | +8,26  | 35.     | [ 37 ] |
| Dominik Białobrzycki | Slalom          | DNF     | DNF    | DNF     | [ 38 ] |
| Andrzej Dziedzic     | Supergigant     | 57,88   | +0,84  | 8.      | [ 35 ] |
| Andrzej Dziedzic     | Superkombinacja | 1:40,74 | +5,15  | 30.     | [ 36 ] |
| Andrzej Dziedzic     | Slalom gigant   | DNF     | DNF    | DNF     | [ 37 ] |
| Andrzej Dziedzic     | Slalom          | DNF     | DNF    | DNF     | [ 38 ] |
| Antoni Szczepanik    | Supergigant     | 59,71   | +2,67  | 31.     | [ 35 ] |
| Antoni Szczepanik    | Superkombinacja | 1:47,74 | +12,15 | 39.     | [ 36 ] |
| Antoni Szczepanik    | Slalom gigant   | 2:05,79 | +10,28 | 40.     | [ 37 ] |
| Antoni Szczepanik    | Slalom          | 1:38,22 | +11,08 | 31.     | [ 38 ] |

Konkurencje mieszane
| Zawodnik                                                          | Konkurencja      | 1/8 finału   | Ćwierćfinał   | Półfinał | Finał | Źródło |
| ----------------------------------------------------------------- | ---------------- | ------------ | ------------- | -------- | ----- | ------ |
| Katarzyna Wąsek Andrzej Dziedzic Zofia Zdort Dominik Białobrzycki | Zawody drużynowe | Włochy W 2–2 | Austria P 0–4 | NQ       | NQ    | [ 39 ] |

### Short track
Kobiety
| Zawodniczka          | Konkurencja | Eliminacje | Eliminacje | Ćwierćfinał | Ćwierćfinał | Półfinał | Półfinał | Finał             | Finał   | Pozycja końcowa | Źródło                             |
| Zawodniczka          | Konkurencja | Czas       | Pozycja    | Czas        | Pozycja     | Czas     | Pozycja  | Czas              | Pozycja | Pozycja końcowa | Źródło                             |
| -------------------- | ----------- | ---------- | ---------- | ----------- | ----------- | -------- | -------- | ----------------- | ------- | --------------- | ---------------------------------- |
| Oliwia Gawlica       | 1500 m      | —          | —          | 2:53,863    | 5.          | NQ       | NQ       | NQ                | NQ      | 23.             | [ 40 ] [ 41 ]                      |
| Oliwia Gawlica       | 500 m       | 49,273     | 4.         | NQ          | NQ          | NQ       | NQ       | NQ                | NQ      | 24.             | [ 42 ] [ 43 ]                      |
| Oliwia Gawlica       | 1000 m      | 1:46,856   | 4.         | NQ          | NQ          | NQ       | NQ       | NQ                | NQ      | 25.             | [ 44 ] [ 45 ]                      |
| Karolina Miłkowska   | 1500 m      | —          | —          | PEN         | PEN         | NQ       | NQ       | NQ                | NQ      | –               | [ 40 ] [ 41 ]                      |
| Karolina Miłkowska   | 500 m       | No Time    | 4.         | NQ          | NQ          | NQ       | NQ       | NQ                | NQ      | 26.             | [ 42 ] [ 43 ]                      |
| Karolina Miłkowska   | 1000 m      | No Time    | 4.         | NQ          | NQ          | NQ       | NQ       | NQ                | NQ      | 27.             | [ 44 ] [ 45 ]                      |
| Magdalena Warakomska | 1500 m      | —          | —          | 2:24,159    | 3. Q        | PEN      | PEN      | NQ                | NQ      | 18.             | [ 40 ] [ 46 ] [ 41 ]               |
| Magdalena Warakomska | 500 m       | 46,087     | 3.         | NQ          | NQ          | NQ       | NQ       | NQ                | NQ      | 18.             | [ 42 ] [ 43 ]                      |
| Magdalena Warakomska | 1000 m      | 1:30,864   | 3. q       | 1:33,526    | 2. Q        | 1:30,884 | 4. QB    | Finał B: 1:36,370 | 2.      | 6.              | [ 44 ] [ 47 ] [ 48 ] [ 49 ] [ 45 ] |

Mężczyźni
| Zawodnik         | Konkurencja | Runda wstępna | Runda wstępna | Eliminacje | Eliminacje | Ćwierćfinał | Ćwierćfinał | Półfinał | Półfinał | Finał | Finał   | Pozycja końcowa | Źródło               |
| Zawodnik         | Konkurencja | Czas          | Pozycja       | Czas       | Pozycja    | Czas        | Pozycja     | Czas     | Pozycja  | Czas  | Pozycja | Pozycja końcowa | Źródło               |
| ---------------- | ----------- | ------------- | ------------- | ---------- | ---------- | ----------- | ----------- | -------- | -------- | ----- | ------- | --------------- | -------------------- |
| Paweł Adamski    | 1500 m      | —             | —             | —          | —          | 2:22,231    | 4.          | NQ       | NQ       | NQ    | NQ      | 25.             | [ 50 ] [ 51 ]        |
| Paweł Adamski    | 500 m       | 42,486        | 2. Q          | No Time    | 3.         | NQ          | NQ          | NQ       | NQ       | NQ    | NQ      | 18.             | [ 52 ] [ 53 ] [ 54 ] |
| Łukasz Kuczyński | 1500 m      | —             | —             | —          | —          | 2:21,762    | 4.          | NQ       | NQ       | NQ    | NQ      | 24.             | [ 50 ] [ 51 ]        |
| Łukasz Kuczyński | 500 m       | 44,041        | 1. Q          | 42,633     | 3.         | NQ          | NQ          | NQ       | NQ       | NQ    | NQ      | 17.             | [ 52 ] [ 53 ] [ 54 ] |
| Łukasz Kuczyński | 1000 m      | PEN           | PEN           | NQ         | NQ         | NQ          | NQ          | NQ       | NQ       | NQ    | NQ      | –               | [ 55 ] [ 56 ]        |
| Karol Nieścier   | 1500 m      | —             | —             | —          | —          | 2:24,434    | 3.          | NQ       | NQ       | NQ    | NQ      | 21.             | [ 50 ] [ 51 ]        |
| Karol Nieścier   | 1000 m      | 1:29,987      | 4.            | NQ         | NQ         | NQ          | NQ          | NQ       | NQ       | NQ    | NQ      | 31.             | [ 55 ] [ 56 ]        |
| Szymon Wilczyk   | 500 m       | 42,306        | 3. q          | 42,380     | 4.         | NQ          | NQ          | NQ       | NQ       | NQ    | NQ      | 22.             | [ 52 ] [ 53 ] [ 54 ] |
| Szymon Wilczyk   | 1000 m      | 1:28,772      | 2. Q          | 1:29,056   | 4.         | NQ          | NQ          | NQ       | NQ       | NQ    | NQ      | 31.             | [ 55 ] [ 57 ] [ 56 ] |

| Zawodnik                                                     | Konkurencja        | Półfinał | Półfinał | Finał             | Finał   | Pozycja końcowa | Źródło               |
| Zawodnik                                                     | Konkurencja        | Czas     | Pozycja  | Czas              | Pozycja | Pozycja końcowa | Źródło               |
| ------------------------------------------------------------ | ------------------ | -------- | -------- | ----------------- | ------- | --------------- | -------------------- |
| Paweł Adamski Łukasz Kuczyński Karol Nieścier Szymon Wilczyk | Sztafeta na 5000 m | 7:01,162 | 3. QB    | Finał B: 6:56,205 | 2.      | 6.              | [ 58 ] [ 59 ] [ 60 ] |

### Snowboarding
Kobiety
| Zawodniczka     | Konkurencja | Kwalifikacje | Kwalifikacje | Finał | Finał   | Źródło        |
| Zawodniczka     | Konkurencja | Czas         | Pozycja      | Czas  | Pozycja | Źródło        |
| --------------- | ----------- | ------------ | ------------ | ----- | ------- | ------------- |
| Urszula Mendys  | Cross       | 1:22,17      | 12.          | NQ    | NQ      | [ 61 ] [ 62 ] |
| Dominika Wolska | Cross       | 1:07,96      | 9.           | NQ    | NQ      | [ 61 ] [ 62 ] |

| Zawodniczka         | Konkurencja              | Kwalifikacje | Kwalifikacje | 1/8 finału           | Ćwierćfinał         | Półfinał | Finał | Pozycja | Źródło               |
| Zawodniczka         | Konkurencja              | Czas         | Pozycja      | 1/8 finału           | Ćwierćfinał         | Półfinał | Finał | Pozycja | Źródło               |
| ------------------- | ------------------------ | ------------ | ------------ | -------------------- | ------------------- | -------- | ----- | ------- | -------------------- |
| Maria Chyc          | Równoległy slalom gigant | 1:14,31      | 7. Q         | Darja Słobotkina W   | Natalja Soboliewa P | NQ       | NQ    | 7.      | [ 63 ] [ 64 ] [ 65 ] |
| Maria Chyc          | Równoległy slalom        | 1:33,78      | 9. Q         | Paulu Vītola W       | Natalja Soboliewa P | NQ       | NQ    | 7.      | [ 66 ] [ 67 ] [ 68 ] |
| Aleksandra Michalik | Równoległy slalom gigant | 1:12,95      | 6. Q         | Vivien Santifaller W | Marija Wałowa P     | NQ       | NQ    | 6.      | [ 63 ] [ 64 ] [ 65 ] |
| Aleksandra Michalik | Równoległy slalom        | 1:33,87      | 10. Q        | Darja Słobotkina W   | Milena Bykowa P     | NQ       | NQ    | 8.      | [ 66 ] [ 67 ] [ 68 ] |

Mężczyźni
| Zawodnik             | Konkurencja | Kwalifikacje | Kwalifikacje | Finał | Finał   | Źródło        |
| Zawodnik             | Konkurencja | Czas         | Pozycja      | Czas  | Pozycja | Źródło        |
| -------------------- | ----------- | ------------ | ------------ | ----- | ------- | ------------- |
| Stanisław Rymkiewicz | Cross       | 1:05,23      | 16.          | NQ    | NQ      | [ 69 ] [ 70 ] |

| Zawodnik          | Konkurencja              | Kwalifikacje | Kwalifikacje | Eliminacje | Eliminacje | 1/8 finału    | Ćwierćfinał      | Półfinał         | Finał            | Pozycja | Źródło                      |
| Zawodnik          | Konkurencja              | Czas         | Pozycja      | Czas       | Pozycja    | 1/8 finału    | Ćwierćfinał      | Półfinał         | Finał            | Pozycja | Źródło                      |
| ----------------- | ------------------------ | ------------ | ------------ | ---------- | ---------- | ------------- | ---------------- | ---------------- | ---------------- | ------- | --------------------------- |
| Oskar Kwiatkowski | Równoległy slalom gigant | 30,86        | 4. Q         | 31,39      | 5. Q       | Kim D.-h. W   | W. Szkurichin W  | D. Łoginow W     | M. Nowaczyk W    | złoto   | [ 71 ] [ 72 ] [ 73 ] [ 74 ] |
| Oskar Kwiatkowski | Równoległy slalom        | 1:15,29      | 5. Q         | 37,50      | 3. Q       | D. Ganiczew W | D. Karłagaczew P | NQ               | NQ               | 5.      | [ 75 ] [ 76 ] [ 77 ] [ 78 ] |
| Michał Nowaczyk   | Równoległy slalom gigant | 33,12        | 9. Q         | 32,36      | 7. Q       | C. Sacher W   | Lee S.-h. W      | D. Sarsiebajew W | O. Kwiatkowski P | srebro  | [ 71 ] [ 72 ] [ 73 ] [ 74 ] |
| Michał Nowaczyk   | Równoległy slalom        | 1:15,82      | 7. Q         | 38,37      | 3. Q       | Casty W       | D. Sarsiebajew P | NQ               | NQ               | 7.      | [ 75 ] [ 76 ] [ 77 ] [ 78 ] |